# Radio Concert
Radio Concert – 8 album zespołu Krzak, wydany w maju 2006 roku, nakładem Metal Mind Productions. Płyta jest zapisem niezwykłego koncertu jaki zespół dał 20 maja 2002 r. w Polskim Radiu Katowice. Radio Concert to także ostatnia premierowa płyta Krzaka, na której zagrał Jerzy Kawalec, basista zespołu.

## Lista utworów
1. "Kansas – Down the road" – 3:08
2. "Blues E-dur" – 8:49
3. "Iluzyt" – 4:32
4. "Ontario" – 5:13
5. "Przewrotna samba" – 5:07
6. "Blues h-moll – smuteczek" – 7:09
7. "Czakuś" – 4:48
8. "Skałki" – 2:30
9. "Dla Fredka" – 7:01
10. "Ściepka" – 5:02
11. "Winter Rock" – 4:55

## Twórcy
- Jan Błędowski – skrzypce
- Leszek Winder – gitara,
- Jerzy Kawalec – gitara basowa
- Andrzej Ryszka – perkusja